# CAMPUS (Datenbank)
CAMPUS (engl. Akronym für Computer Aided Material Preselection by Uniform Standards – computergestützte Materialvorauswahl) ist eine mehrsprachige Datenbank für Eigenschaften von Kunststoffen. Sie gilt weltweit als führend in Bezug auf den Grad der Standardisierung und somit Vergleichbarkeit der Kennwerte und die Unterstützung von Kennwertdiagrammen. CAMPUS stützt sich dazu auf die ISO 10350 für Einpunktkennwerte wie z. B. der Dichte und die ISO 11403 für Diagramme, wie z. B. das Spannungs-Dehnungs-Diagramm.

## Geschichte

### Normungsaktivitäten
Anfang der 1980er war der europäische Markt für Kunststoffformmassen sehr unübersichtlich. Einerseits stieg die Zahl der angebotenen Typen auf 5.000 bis 10.000 an, andererseits existierten allein ca. 2500 DIN-Normen, die sich im weitesten Sinne mit Kunststoff befassten. Hinzu kommt, dass die Angabe einer Norm nicht ausreicht, um die Prüfmethode genau festzulegen und auch die Herstellbedingungen für die Prüfkörper das Ergebnis deutlich beeinflussen. Parallel dazu standen seit Anfang der 1980er Personal Computer preisgünstig zur Verfügung und wurden auch für das Anlegen von vielfältigen Datensammlungen genutzt. Dies geschah bei vielen Anwendern, Verarbeitern und Rohstoffherstellern zeitgleich und zunächst völlig unkoordiniert. Somit stellte sich massiv das Problem der Vergleichbarkeit der Daten.

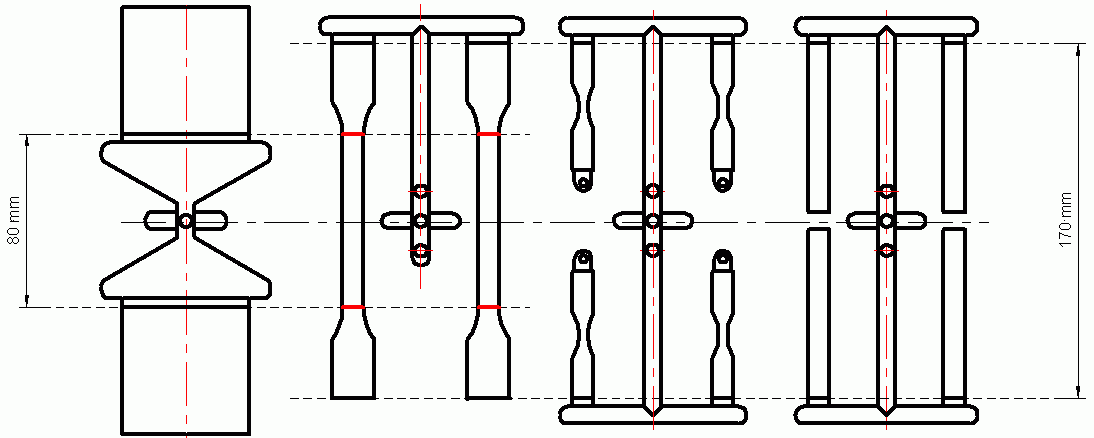
Vorzugs-Probekörpergeometrien in CAMPUS

Aus den genannten Gründen wurde 1984 im DIN-Normenausschuss Kunststoffe (FNK) mit der Erarbeitung einer Liste von Vorzugsprüfverfahren (sog. Grundwertekatalog) begonnen, die folgende Randbedingungen erfüllen sollte:
- Festlegung der wichtigsten Herstellbedingungen für eine kleine Zahl von Probekörperformen
- Auswahl aussagekräftiger Prüfverfahren mit Potenzial für internationale Harmonisierung

Auf internationaler Ebene wurde der Vorschlag im ISO TC61/SC1/WG4 unter maßgeblicher Mitwirkung von Großbritannien und Frankreich (sog. Tripartite-Forum) weiterentwickelt und 1990 als ISO 10350 und ISO 11403 verabschiedet. In den Jahren danach wurden die Normen mehrfach revidiert, zuletzt 2018.

### Die Anfänge der CAMPUS-Software
Anfang 1987 wurde am Rande einer Sitzung des Arbeitskreises zur Vereinheitlichung von Prüfverfahren erstmals der Gedanke geäußert, dem Grundwertekatalog zur allgemeinen Anerkennung zu verhelfen, in dem mehrere Kunststoffhersteller eine einheitlich aufgebaute Datenbank entwickeln. Die Idee wurde innerhalb der Firmen BASF, Bayer, Hoechst und Hüls erörtert und eine Reihe von weiteren Vorteilen gefunden:
- Kundenwunsch nach Datenvergleichbarkeit erfüllen
- Vielfalt von Broschüren und Datenblättern durch eine Datenbank ersetzen
- schnellere Aktualisierung möglich
- vereinfachte Vorauswahl geeigneter Kunststoffe (Suchfunktion)
- Setzung eines Standards, auch für andere Hersteller

Im März 1987 trafen sich erstmals Experten der vier Firmen, um die Anforderungen an die zu entwickelnde Datenbank näher zu definieren:
- einfacher Zugang: zur damaligen Zeit bedeutete dies eine PC-Anwendung, die auf Diskette vertrieben wurde
- einfache Bedienung: selbsterklärende Menüs und ein Hilfesystem, einheitlich für alle Hersteller
- separate Datenbestände: die Datenpflege obliegt jedem Hersteller selbst
- niedrige Kosten: ein damals wichtiges Argument gegen eine zentrale Datenbank
- breite Einsetzbarkeit: IBM-kompatible PCs erfüllten dies am besten; Mehrsprachigkeit wird angestrebt
- leichte Aktualisierbarkeit: Disketten konnten ein bis zweimal jährlich aktualisiert werden, was ein Fortschritt gegenüber der Broschürenlösung mit mehrjährigem Intervall war. Allerdings wurde bereits gesehen, dass die zentrale Datenbank in diesem Punkt die Diskettenlösung noch übertreffen würde.

In weiteren Treffen wurde hieraus ein Pflichtenheft erstellt und über die Namensgebung beraten. Man einigte sich schließlich auf das Akronym CAMPUS (Computer Aided Material Preselection by Uniform Standards), wobei Preselection betonen soll, dass für die endgültige Materialauswahl neben prüfkörperbezogenen Daten in den meisten Fällen auch Bauteilprüfungen erforderlich sind. Die Programmierung wurde in Auftrag gegeben und das Ergebnis, die Version CAMPUS 1.2, auf einer Pressekonferenz am 23. Februar 1988 zu einer VDI-K-Tagung der Öffentlichkeit vorgestellt. Dabei wurde auch bekannt gegeben, dass neben den vier Gründern auch alle anderen Kunststoffhersteller Lizenzen erwerben und somit ihre dem Grundwertekatalog entsprechenden Daten den Kunden zur Verfügung stellen können. Die Lizenz beinhaltet die Verpflichtung, ausschließlich streng nach Grundwertekatalog und den dort zitierten Prüfnormen ermittelte Kennwerte zu veröffentlichen und wird von der Chemie Wirtschaftsförderungs Gesellschaft mbH (CWFG) vergeben.
| Version | Veröffentlichung | Anmerkungen                                    |
| ------- | ---------------- | ---------------------------------------------- |
| 1.2     | 23.02.1988       | Erste Version; textbasiert                     |
| 2.0     | 1990             | Grafik für Kurvenzüge                          |
| 3.0     | 1994             | DOS-Menüs und Maussteuerung, neues Datenformat |
| 4.0     | 1996             | Portierung auf MS-Windows                      |
| 4.1     | 1998             | weitere physikalische Multipoint-Daten         |
| 4.5     | 2001             | Ergänzung um Chemikalienbeständigkeit und TPEs |
| 5.0     | 2004             | Mehrfach-Basispolymere; WebUpdate-Funktion     |
| 5.1     | 2007             | Additivkennzeichnung, Wärmealterung            |
| 5.2     | 2010             | Datenblatt nach VDA-Richtlinie 232-201         |

Übersicht über die Versionsgeschichte der CAMPUS-Software

## Weitere Softwareentwicklung

### Version 2 und 3
Die Resonanz auf CAMPUS war in der Fachwelt von Beginn an sehr positiv und ermöglichte die schnelle Verbreitung und Weiterentwicklung des Systems. Schon im Herbst 1989 wurde auf der Kunststoffmesse K'89 ein Prototyp der Version 2.0 vorgestellt, der ab etwa Mitte 1990 ausgeliefert wurde und neben einer verbesserten Bedienung die Möglichkeiten um zusätzliche Einpunktkennwerte für rheologische und thermische Berechnungsprogramme, erstmals die Darstellung funktionaler Abhängigkeiten von Eigenschaften als Diagramm, beispielsweise in Viskositätskurven und temperaturabhängige Zugversuchskurven ermöglichte. Aufgrund des begrenzten Speicherplatzes wurde ein Konzept eingeführt, bei dem für diese Kurven nur wenige Stützstellen gespeichert werden müssen, aus denen während der Bildschirmanzeige der Kurvenzug mit einer Spline-Funktion berechnet wird. Bis August 1990 hatten bereits 22 europäische Kunststoffhersteller das neue System lizenziert, wovon 14 eigene Disketten anboten.
Die Version 3.0 war eine Neuentwicklung mit veränderter Datenstruktur. Sie bot einerseits deutlich mehr Bedienkomfort (Menüleisten mit Maussteuerung, Suchprofil, Kurzzeichen, Kurvenüberlagerung, Postscript-Druck, Konfigurationsspeicherung) durch Nutzung modernerer Hardware, als auch einen teilweise veränderten Grundwertekatalog nach Weiterentwicklungen in der Normung. Die Produkttexte wurden erweitert und die Einheiten konnten nunmehr auch zwischen SI und dem US-System umgeschaltet werden. Mit dieser Version begann auch die Globalisierung von CAMPUS, denn zu den bis dahin ausschließlich europäischen Herstellern gesellten sich nun auch DuPont und Dow Chemical aus den USA.

### Version 4
Im asiatischen Raum begannen nennenswerte Entwicklungsaktivitäten ab 1995. Insbesondere in Japan war die Resonanz sehr stark. Allerdings erlaubte das damals in Japan weit verbreitete NEC-DOS keine direkte Portierung und umgekehrt die CAMPUS-Software keine Darstellung des Kanji. Dies gab schließlich den Ausschlag für die überfällige Entwicklung einer Windows-Version (4.0). Eine weitere wichtige Neuerung in Version 4 war die Einführung von Verarbeitungshinweisen. Da es dafür bis heute keine normative Grundlage gibt, werden die Textinformationen für jede Formmasse gesondert angegeben und auch in alle Sprachversionen übersetzt. In Version 4.1 wurden DSC-Kurven und pvT-Daten neu aufgenommen.
Im Jahre 1998 startete der Internetauftritt von CAMPUS unter der Adresse campusplastics.com, später kam noch campus.us hinzu. Fortan gab es eine zentrale Anlaufstelle für den Bezug der Daten, die zuvor bei jedem Teilnehmer einzeln angefragt werden mussten. Innerhalb kurzer Zeit standen alle Datenbestände zum Download bereit und erlaubten auch eine deutlich schnellere Aktualisierung. Etwa zur gleichen Zeit kam das lizenzpflichtige MCBase auf den Markt. Es erlaubt, die Datenbanken verschiedener Hersteller zusammenzufassen und ermöglicht so übergreifende Suchläufe und den direkten Werkstoffvergleich in Tabellen und Graphiken. Ebenfalls Bestandteil dieser Software ist eine Exportschnittstelle, insbesondere für CAE-Anwendungen.
Der nächste Meilenstein der CAMPUS-Entwicklung war im Jahr 2001 die Aufnahme von Daten zur chemischen Beständigkeit. Diese Beanspruchung ist in ihrer Komplexität nicht befriedigend genormt. Die Lizenznehmer einigten sich daher auf eine Liste von Chemikalien, für die sie mit einfachen Symbolen (Smiley), Stopp-Zeichen die Beständigkeit, überwiegend bei 23 °C, angeben. Die Suche ist somit einfach möglich, ersetzt aber nicht eine genauere Analyse bei konkreten Einsatzbedingungen für den jeweiligen Kunststoff. In der gleichen Version wurde auch die Klasse der TPEs mit eigenen Eigenschaften in CAMPUS aufgenommen. Dazu mussten die Prüfbedingungen innerhalb der ISO-Normen auf die Belange der TPE abgestimmt werden (siehe unten).
Hierzu parallel wurde auch das Online-Angebot von CAMPUS erweitert. 2001 startete WebView, eine Internetanwendung, die die Anzeige von CAMPUS-Daten ermöglicht. Im Gegensatz zur Offline-Version kann so eine noch schnellere Suche ermöglicht und auf die Installation verzichtet werden, was insbesondere für Gelegenheitsnutzer vorteilhaft ist. WebView hat diese aber nicht überflüssig gemacht, da die Funktionalität etwas geringer ist und viele Anwender auch keine ständige Internetverbindung haben. In beiden Fällen ist die herstellerübergreifende Suche nur über die lizenzpflichtigen Varianten MCBase bzw. Material Data Center möglich.

### Version 5

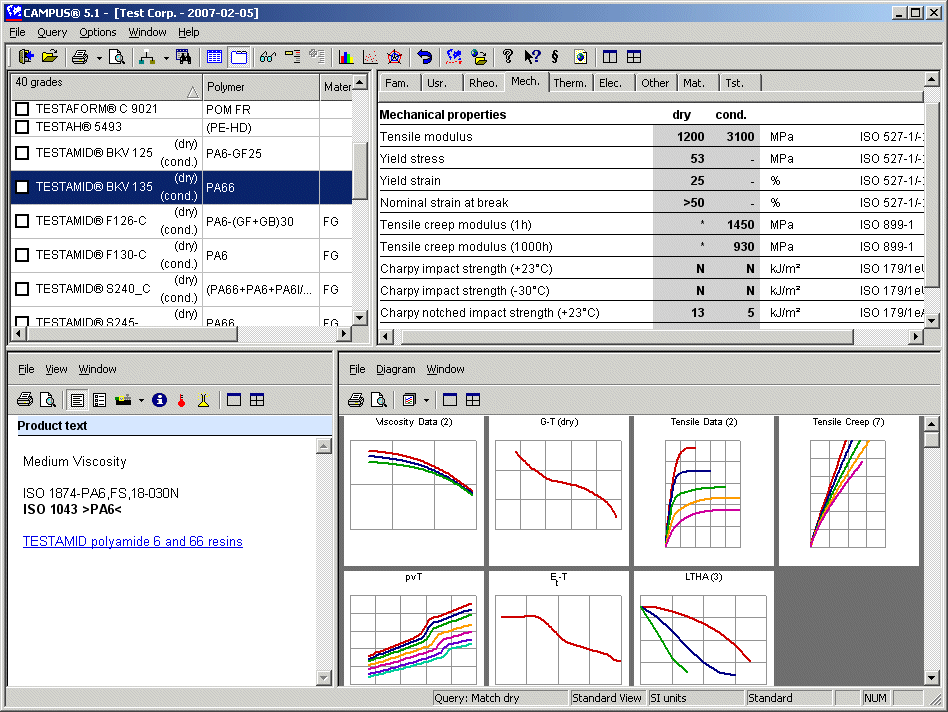
Screenshot von CAMPUS 5.1

Die 2004 erschienene Version 5 erhielt eine modernere Oberfläche und setzte noch stärker auf das Internet. Die Funktion WebUpdate erlaubte nun die Aktualisierung des Datenbestandes per Knopfdruck. Die inhaltliche Weiterentwicklung ging jedoch langsamer vonstatten, da bereits ein hoher Standard erreicht war. Neu in Version 5.0 konnten für eine Formmasse bis zu drei Basispolymere und zwei Füll- oder Verstärkungsstoffe nach ISO 1043 angegeben werden. In Version 5.1 wurde diese Methodik noch auf schlagzäh modifizierte und flammwidrige Produkte ausgeweitet. Außerdem können in Version 5.1 erstmals Kennwerte für die Wärmealterung angegeben werden.
Im Januar 2010 erschien die Version 5.2. In dieser Version können zusätzliche, der VDA-Richtlinie 232-201 „Kennwerte zur Werkstoffauswahl von Thermoplasten“ entsprechende Datenblätter angezeigt und ausgedruckt werden. Neben vielen bereits vorher in CAMPUS enthaltenen Kennwerten kamen damit auch neue Eigenschaften hinzu, wie zur Lichtbeständigkeit, erweiterte Medienbeständigkeit und Emission niedermolekularer Stoffe (Monomere, Weichmacher, Lösungsmittelreste). Diese Version war die letzte veröffentlichte Desktopversion, wurde jedoch weiterhin über die Funktion WebUpdate mit aktualisierten Datenbeständen versorgt. 2018 gab CAMPUS auf seiner Website bekannt, die Desktop-Version „in naher Zukunft“ nicht mehr anbieten zu wollen. Im Januar 2021 wurde die Downloadfunktion komplett abgeschaltet.

### Website
Nach Einstellung der Weiterentwicklung der Desktop-Version, wurden deren Funktionalitäten nach und nach in die Website campusplastics.com integriert. Diese diente zuvor nur der Darstellung und dem Download der Desktop-Version. Durch die zentrale Verwaltung der Daten wurde nun erstmals auch eine vergleichende Anzeige der Daten von unterschiedlichen Rohstoffherstellern möglich. Die Suchfunktion wurde deutlich ausgebaut und erlaubt z. B. die Eingabe von synonym verwendeten Suchbegriffen und graphisch unterstützte Eingrenzung von Eigenschaftsprofilen. Etliche Videoanleitungen in englischer Sprache erläutern die verschiedenen Funktionen. Seit 2017 wird Responsive Webdesign zur optimalen Darstellung auf mobilen Endgeräten unterstützt.

## Grundwertekatalog
Der Grundwertekatalog gliedert sich in je einen Teil für die Probekörperherstellung, verarbeitungstechnische, mechanische, thermische, elektrische, optische und „sonstige“ Eigenschaften. Eine weitere Gruppe beschreibt das Verhalten gegenüber äußeren Einflüssen wie Brennbarkeit, Wasser- und Feuchtigkeitsaufnahme. Alle Eigenschaften und Probekörper sind in ISO 10350 wie folgt genormt:
| Eigenschaft                                      | Eigenschaft                                      | Eigenschaft                                      | Eigenschaft                         | Symbol                                       | Norm                  | Norm                  | Probekörpertyp                                        | Einheit                   |
| Eigenschaft                                      | Eigenschaft                                      | Eigenschaft                                      | Eigenschaft                         | Symbol                                       | Norm                  | Norm                  | (Maße in mm)                                          | Einheit                   |
| Rheologische Eigenschaften                       |                                                  |                                                  |                                     |                                              |                       |                       |                                                       |                           |
| Schmelze-Volumenfließrate                        | Schmelze-Volumenfließrate                        | Schmelze-Volumenfließrate                        | Schmelze-Volumenfließrate           | MVR                                          | ISO 1133              | ISO 1133              | Material                                              | cm3/10 min                |
| Schmelze-Massefließrate                          | Schmelze-Massefließrate                          | Schmelze-Massefließrate                          | Schmelze-Massefließrate             | MFR                                          | ISO 1133              | ISO 1133              | Material                                              | cm3/10 min                |
| Schwindung                                       | Parallel (p)                                     | Parallel (p)                                     | Parallel (p)                        | SMp                                          | ISO 294-4 (Th.-plast) | ISO 294-4 (Th.-plast) | 60×60×2                                               | %                         |
| Schwindung                                       | Parallel (p)                                     | Parallel (p)                                     | Parallel (p)                        | SMp                                          | ISO 2577 (Th.-sets)   |                       | 60×60×2                                               | %                         |
| Schwindung                                       | Normal (n)                                       | Normal (n)                                       | Normal (n)                          | SMn                                          | ISO 294-4 (Th.-plast) | ISO 294-4 (Th.-plast) | 60×60×2                                               | %                         |
| Mechanische Eigenschaften                        |                                                  |                                                  |                                     |                                              |                       |                       |                                                       |                           |
| Zug-Modul                                        | Zug-Modul                                        | Zug-Modul                                        | Zug-Modul                           | Et                                           | ISO 527-1 und -2      | ISO 527-1 und -2      | ISO 3167                                              | MPa                       |
| Streckspannung                                   | Streckspannung                                   | Streckspannung                                   | Streckspannung                      | {\displaystyle \sigma _{\mathrm {Y} }}       | ISO 527-1 und -2      | ISO 527-1 und -2      | ISO 3167                                              | MPa                       |
| Streckdehnung                                    | Streckdehnung                                    | Streckdehnung                                    | Streckdehnung                       | {\displaystyle \epsilon _{\mathrm {Y} }}     | ISO 527-1 und -2      | ISO 527-1 und -2      | ISO 3167                                              | %                         |
| nominelle Bruchdehnung                           | nominelle Bruchdehnung                           | nominelle Bruchdehnung                           | nominelle Bruchdehnung              | {\displaystyle \epsilon _{\mathrm {t} B}}    | ISO 527-1 und -2      | ISO 527-1 und -2      | ISO 3167                                              | %                         |
| Spannung bei 50 % Dehnung                        | Spannung bei 50 % Dehnung                        | Spannung bei 50 % Dehnung                        | Spannung bei 50 % Dehnung           | {\displaystyle \sigma _{\mathrm {5} 0}}      | ISO 527-1 und -2      | ISO 527-1 und -2      | ISO 3167                                              | MPa                       |
| Bruchspannung                                    | Bruchspannung                                    | Bruchspannung                                    | Bruchspannung                       | {\displaystyle \sigma _{\mathrm {B} }}       | ISO 527-1 und -2      | ISO 527-1 und -2      | ISO 3167                                              | MPa                       |
| Bruchdehnung                                     | Bruchdehnung                                     | Bruchdehnung                                     | Bruchdehnung                        | {\displaystyle \epsilon _{\mathrm {B} }}     | ISO 527-1 und -2      | ISO 527-1 und -2      | ISO 3167                                              | %                         |
| Zug-Kriech-Modul                                 | Zug-Kriech-Modul                                 | Zug-Kriech-Modul                                 | 1h                                  | {\displaystyle E_{\mathrm {t} c}}1           | ISO 899-1             | ISO 899-1             | ISO 3167                                              | MPa                       |
| Zug-Kriech-Modul                                 | Zug-Kriech-Modul                                 | Zug-Kriech-Modul                                 | 1000h                               | {\displaystyle E_{\mathrm {t} c}}103         | ISO 899-1             | ISO 899-1             | ISO 3167                                              | MPa                       |
| Charpy-Schlagzähigkeit                           | Charpy-Schlagzähigkeit                           | Charpy-Schlagzähigkeit                           | ungekerbt                           | {\displaystyle a_{\mathrm {c} U}}            | ISO 179/1eU           | ISO 179/1eU           | 80×10×4                                               | kJ/m2                     |
| Charpy-Schlagzähigkeit                           | Charpy-Schlagzähigkeit                           | Charpy-Schlagzähigkeit                           | gekerbt                             | {\displaystyle a_{\mathrm {c} A}}            | ISO 179/1eA           | ISO 179/1eA           | 80×10×4                                               | kJ/m2                     |
| Schlagzugzähigkeit                               | Schlagzugzähigkeit                               | Schlagzugzähigkeit                               | Schlagzugzähigkeit                  | {\displaystyle a_{\mathrm {t} 1}}            | ISO 8256/1            | ISO 8256/1            | 80×10×4                                               | kJ/m2                     |
| Schlagverhalten bei mehr- achsiger Beanspruchung | Schlagverhalten bei mehr- achsiger Beanspruchung | Schlagverhalten bei mehr- achsiger Beanspruchung | Max. Kraft                          | {\displaystyle F_{\mathrm {M} }}             | ISO 6603-2            | ISO 6603-2            | 60×60×2                                               | N                         |
| Schlagverhalten bei mehr- achsiger Beanspruchung | Schlagverhalten bei mehr- achsiger Beanspruchung | Schlagverhalten bei mehr- achsiger Beanspruchung | Durchstoß- energie                  | {\displaystyle W_{\mathrm {P} }}             | ISO 6603-2            | ISO 6603-2            | 60×60×2                                               | J                         |
| Biege-Modul                                      | Biege-Modul                                      | Biege-Modul                                      | Biege-Modul                         | {\displaystyle E_{\mathrm {f} }}             | ISO 178               | ISO 178               | 80×10×4                                               | MPa                       |
| Biegefestigkeit                                  | Biegefestigkeit                                  | Biegefestigkeit                                  | Biegefestigkeit                     | {\displaystyle \sigma _{\mathrm {f} }}       | ISO 178               | ISO 178               | 80×10×4                                               | MPa                       |
| Thermische Eigenschaften                         |                                                  |                                                  |                                     |                                              |                       |                       |                                                       |                           |
| Schmelztemperatur                                | Schmelztemperatur                                | Schmelztemperatur                                | Schmelztemperatur                   | {\displaystyle T_{\mathrm {m} }}             | ISO 11357-1 und -3    | ISO 11357-1 und -3    | Formmasse                                             | °C                        |
| Glasübergangstemperatur                          | Glasübergangstemperatur                          | Glasübergangstemperatur                          | Glasübergangstemperatur             | {\displaystyle T_{\mathrm {g} }}             | ISO 11357-1 und -2    | ISO 11357-1 und -2    | Formmasse                                             | °C                        |
| Formbeständigkeitstemperatur                     | Formbeständigkeitstemperatur                     | Formbeständigkeitstemperatur                     | Formbeständigkeitstemperatur        | {\displaystyle T_{\mathrm {f} }} 1,8         | ISO 75-1 und -2       | ISO 75-1 und -2       | 80×10×4                                               | °C                        |
| Formbeständigkeitstemperatur                     | Formbeständigkeitstemperatur                     | Formbeständigkeitstemperatur                     | Formbeständigkeitstemperatur        | {\displaystyle T_{\mathrm {f} }} 0,45        | ISO 75-1 und -2       | ISO 75-1 und -2       | 80×10×4                                               | °C                        |
| Formbeständigkeitstemperatur                     | Formbeständigkeitstemperatur                     | Formbeständigkeitstemperatur                     | Formbeständigkeitstemperatur        | {\displaystyle T_{\mathrm {f} }} 8,0         | ISO 75-1 und -2       | ISO 75-1 und -2       | 80×10×4                                               | °C                        |
| Vicat-Erweichungstemperatur                      | Vicat-Erweichungstemperatur                      | Vicat-Erweichungstemperatur                      | Vicat-Erweichungstemperatur         | {\displaystyle T_{\mathrm {V} }} 50/50       | ISO 306               | ISO 306               | {\displaystyle \geq } 10×10×4                         | °C                        |
| Linearer Wärme- ausdehnungskoeffizient           | Linearer Wärme- ausdehnungskoeffizient           | Parallel (p)                                     | Parallel (p)                        | {\displaystyle \alpha _{\mathrm {p} }}       | ISO 11359-1 und -2    | ISO 11359-1 und -2    |                                                       | 10−6 K−1                  |
| Linearer Wärme- ausdehnungskoeffizient           | Linearer Wärme- ausdehnungskoeffizient           | Normal (n)                                       | Normal (n)                          | {\displaystyle \alpha _{\mathrm {n} }}       | ISO 11359-1 und -2    | ISO 11359-1 und -2    |                                                       | 10−6 K−1                  |
| Brennverhalten                                   | Brennverhalten                                   | 1,6 mm dick                                      | 1,6 mm dick                         | B50/1.6                                      | UL 94                 | ISO 1210              | 125×13×1,6                                            | Klasse                    |
| Brennverhalten                                   | Brennverhalten                                   | 1,6 mm dick                                      | 1,6 mm dick                         | B500/1.6                                     | UL 94                 | ISO 10351             | {\displaystyle \geq }150×{\displaystyle \geq }150×1,6 | Klasse                    |
| Brennverhalten                                   | Brennverhalten                                   | -,- mm dick                                      | -,- mm dick                         | B50/-.-                                      | UL 94                 | ISO 1210              | 125×13×-.-                                            | Klasse                    |
| Brennverhalten                                   | Brennverhalten                                   | -,- mm dick                                      | -,- mm dick                         | B500/-.-                                     | UL 94                 | ISO 10351             | {\displaystyle \geq }150×{\displaystyle \geq }150×-.- | Klasse                    |
| Sauerstoffindex                                  | Sauerstoffindex                                  | Sauerstoffindex                                  | Sauerstoffindex                     | OI23                                         | ISO 4589-1 und-2      | ISO 4589-1 und-2      | 80×10×4                                               | %                         |
| Elektrische Eigenschaften                        |                                                  |                                                  |                                     |                                              |                       |                       |                                                       |                           |
| Relative Dielektrizitätszahl                     | Relative Dielektrizitätszahl                     | 100 Hz                                           | 100 Hz                              | {\displaystyle \epsilon _{\mathrm {r} }} 100 | IEC 60250             | IEC 60250             | {\displaystyle \geq }60×{\displaystyle \geq }60 × 1   |                           |
| Relative Dielektrizitätszahl                     | Relative Dielektrizitätszahl                     | 1 MHz                                            | 1 MHz                               | {\displaystyle \epsilon _{\mathrm {r} }} 1M  | IEC 60250             | IEC 60250             | 60×60×2                                               |                           |
| Dielektrischer Verlustfaktor                     | Dielektrischer Verlustfaktor                     | 100 Hz                                           | 100 Hz                              | tan {\displaystyle \delta } 100              | IEC 60250             | IEC 60250             |                                                       |                           |
| Dielektrischer Verlustfaktor                     | Dielektrischer Verlustfaktor                     | 1 MHz                                            | 1 MHz                               | tan {\displaystyle \delta } 1M               | IEC 60250             | IEC 60250             |                                                       |                           |
| Spezifischer Durchgangswiderstand                | Spezifischer Durchgangswiderstand                | Spezifischer Durchgangswiderstand                | Spezifischer Durchgangswiderstand   | {\displaystyle \rho _{\mathrm {e} }}         | IEC 60093             | IEC 60093             |                                                       | {\displaystyle \Omega } m |
| Spezifischer Oberflächenwiderstand               | Spezifischer Oberflächenwiderstand               | Spezifischer Oberflächenwiderstand               | Spezifischer Oberflächenwiderstand  | {\displaystyle \sigma _{\mathrm {e} }}       |                       |                       |                                                       | {\displaystyle \Omega }   |
| elektrische Festigkeit                           | elektrische Festigkeit                           | elektrische Festigkeit                           | elektrische Festigkeit              | {\displaystyle E_{\mathrm {B} }}1            | IEC 60243-1           | IEC 60243-1           | {\displaystyle \geq }60 × {\displaystyle \geq }60 × 1 | kV/mm                     |
| Vergleichszahl zur Kriechwegbildung              | Vergleichszahl zur Kriechwegbildung              | Vergleichszahl zur Kriechwegbildung              | Vergleichszahl zur Kriechwegbildung | CTI                                          | IEC 60112             | IEC 60112             | {\displaystyle \geq }15 × {\displaystyle \geq }15 × 4 |                           |
| Sonstige Eigenschaften                           |                                                  |                                                  |                                     |                                              |                       |                       |                                                       |                           |
| Wasseraufnahme                                   | Wasseraufnahme                                   | Wasseraufnahme                                   | Wasseraufnahme                      | wW                                           | ISO 62 und ISO 15512  | ISO 62 und ISO 15512  | Dicke {\displaystyle \geq } 1                         | %                         |
| Wasseraufnahme                                   | Wasseraufnahme                                   | Wasseraufnahme                                   | Wasseraufnahme                      | wH                                           | ISO 15512             | ISO 15512             | Dicke {\displaystyle \geq } 1                         | %                         |
| Dichte                                           | Dichte                                           | Dichte                                           | Dichte                              | {\displaystyle \rho }                        | ISO 1183              | ISO 1183              |                                                       | kg/m3                     |

### TPE-Eigenschaften
| Eigenschaft                                      | Norm            | Einheit |
| ------------------------------------------------ | --------------- | ------- |
| Spannung bei 10 % Dehnung                        | ISO 527-1 und 2 | MPa     |
| Spannung bei 100 % Dehnung                       | ISO 527-1 und 2 | MPa     |
| Spannung bei 300 % Dehnung                       | ISO 527-1 und 2 | MPa     |
| Bruchdehnung (bis > 300 %)                       | ISO 527-1 und 2 | %       |
| Bruchspannung                                    | ISO 527-1 und 2 | MPa     |
| Verformungsrest unter konstante Dehnung (23 °C)  | ISO 815         | %       |
| Verformungsrest unter konstante Dehnung (70 °C)  | ISO 815         | %       |
| Verformungsrest unter konstante Dehnung (100 °C) | ISO 815         | %       |
| Reißfestigkeit                                   | ISO 34-1        | kN/m    |
| Abriebwiderstand                                 | ISO 4649        | mm3     |
| Shorehärte A (3s)                                | ISO 868         | %       |
| Shorehärte D (15s)                               | ISO 868         | %       |

Neben diesen Einpunktkennwerten gibt es noch ein temperaturabhängiges Spannungs-Dehnungs-Diagramm für TPE.

### Diagramme
Die in CAMPUS enthaltenen Multipoint-Funktionen basieren auf den internationalen Normen für vergleichbare Kennwerte ISO 11403-1 und ISO 11403-2.
| Eigenschaft                     | x-Achse                    | z-Parameter               | Symbol                                                   | Norm                  |
| ------------------------------- | -------------------------- | ------------------------- | -------------------------------------------------------- | --------------------- |
| Dynamischer Speichermodul [MPa] | Temperatur [°C]            | –                         | {\displaystyle G'(T)}                                    | ISO 6721-1, -2 und -7 |
| Dynamischer Verlustmodul [MPa]  | Temperatur [°C]            | –                         | {\displaystyle G''(T)}                                   | ISO 6721-1, -2 und -7 |
| Dämpfung                        | Temperatur [°C]            | –                         | {\displaystyle \tan \delta (T)}                          | ISO 6721-1, -2 und -7 |
| Zugmodul [MPa]                  | Temperatur [°C]            | –                         | {\displaystyle E_{\mathrm {t} }(T)}                      | ISO 527-1, -2 und -3  |
| Spannung [MPa]                  | Dehnung [%]                | Temperatur [°C]           | {\displaystyle \sigma (\varepsilon )}                    | ISO 527-1, -2 und -3  |
| Sekantenmodul [MPa]             | Dehnung [%]                | Temperatur [°C]           | {\displaystyle E_{\mathrm {t} S}(\varepsilon ,T)}        | –                     |
| Kriechspannung [MPa]            | Dehnung [%]                | Zeit [h], Temperatur [°C] | {\displaystyle \sigma _{\mathrm {c} }(\varepsilon ,t,T)} | ISO 899-1             |
| Kriechsekantenmodul [MPa]       | Dehnung [%]                | Zeit [h], Temperatur [°C] | {\displaystyle E_{\mathrm {t} cS}(\varepsilon ,t,T)}     | –                     |
| Enthalpie [kJ / kg]             | Temperatur [°C]            | –                         | {\displaystyle \Delta H(T)/m}                            | ISO 11357-1 und -4    |
| Viskosität [Pa s]               | Schergeschwindigkeit [s−1] | Temperatur [°C]           | {\displaystyle \eta (\gamma ,T)}                         | ISO 11443             |
| Schubspannung [Pa s]            | Schergeschwindigkeit [s−1] | Temperatur [°C]           | {\displaystyle \tau (\gamma ,T)}                         | ISO 11443             |
| Spezifisches Volumen [m3 / kg]  | Temperatur [°C]            | Druck [MPa]               | {\displaystyle v(T,p)}                                   | ISO 17744             |